# Sarstoon Island
Sarstoon Island är en ö i Belize.   Den ligger i distriktet Toledo, i den södra delen av landet, 150 km söder om huvudstaden Belmopan.
Runt Sarstoon Island är det ganska glesbefolkat, med 34 invånare per kvadratkilometer.